# Zétényi János
Zétényi János (Budapest, 1947. február 4. – 2025. ) ötvösművész, fotóművész, modell- és aktfotós, festőművész.

## Élete
Az első gépe egy ezerötszáz forintos Zenit volt. 14 éves kora óta foglalkozik alkotómunkával, rajz, ötvösség, ékszerplasztika, festés, 1986-tól hivatásszerűen fotográfiával. 1973-ban az Iparművészeti Főiskolán ötvös szakon (ma Moholy-Nagy Művészeti Egyetem) diplomázott, tanára Engelsz József volt.  
1974-ben ékszereivel szerepelt Mexikóban a Nemzetközi Ezüstékszer Kiállításon és Jablonecben, ahol diplomával jutalmazták munkáját. 
Először festőnek készült, később a mintázás, a plasztika kezdte érdekelni. Az Állami Pénzverőben aranyműves szakmát tanult. A diploma megszerzése után ékszerek készítésével kezdett foglalkozni, de nem mondott le a szobrászatról sem. Már a diplomakiállításon is igyekezett bizonyítani, hogy a szobrászat, a fémplasztika is érdekli, Bika című 95 × 60 cm-es domborított, forrasztott plasztikája még harmadikosként készült, majd később a Küzdelem című kisplasztika, a diploma munkák részeként. Az ötvösség mesterségbeli tudása jól kamatozik az ilyen alkotások megvalósításakor. Az ember életén a születéstől a haláláig végigvonuló harcot kívánja ábrázolni a Küzdelem című kisplasztikán.
2003-tól kezdve fotók alapján domborműveket készített. „Csak műalkotás képes arra, hogy megőrizze őket olyannak  amilyenek a legjobb korszakukban voltak.” – vallja Zétényi János. 1986-ban jelent meg az első naptára, a Primo nevű kiadónál. Ők voltak az első magánkiadók ezen a pályán. Ebben az időszakban már lehetett az akt műfajjal foglalkozni, ekkor már több éve jelentek meg akt naptárak. Az aktos anyaga ötvenhat lányról készült. A 410 lányról 1500 kiválogatott diája van, kb. 4–5000 használható felvételt készített tíz év alatt. 
A 80-as évek és 90-es évek ismert és kiváló manökenjeit is fotózta, divatlapok, poszterek, naptárak számára. 12 éve újra kizárólag festészettel foglalkozik olajjal, vászonra.

## Válogatott egyéni kiállítások
- 1975. Fészek Művész Klub, Budapest

## Válogatott csoportos kiállítások
- 1972 Iparművészeti Főiskola - Ernst Múzeum, Budapest
- 1973 Nemzetközi Iparművészeti Triennálé - Milánó
- 1973 Ezüst Világkiállítás - Mexikó
- 1974 Nemzetközi Ékszerkiállítás -Jablonec
- 1975 Iparművészeti Vállalat: 1974-ben zsűrizett gyűrűk, az év legötletesebb terméke
- 1976 Internationale Schmuckschau - München
- 1976 I. Ötvös és Fémműves Quadriennálé - Miskolci Képtár, Miskolc
- 1999 Ré(s)zkor - Iparművészeti Múzeum, Budapest
- 2000-től Herceghalmi kiállítások
- 2010 3. Kép a falon kiállítás Kertész 29
- 2011 Kertész 29 Nyári tárlat
- 2011 XXI Debreceni Országos Nyári Tárlat
- 2012 Kertész 29 kiállítás
- 2013 Négy elem MAOE kiállítás
- 2015 Harmónia MAOE kiállítás
- 2017 Káosz és rend MAOE kiállítás
- 2019 Dimenziók MAOE kiállítás

## Díjak
- Diploma – Nemzetközi Iparművészeti Triennálé, Milánó (1973)
- Művészi Életpálya Elismerés, Emberi Erőforrások Minisztériuma (2018)

## Szakirodalom
- Vadas József: Képtől gépig, Népszabadság, 1973
- Rózsa Gyula: Milánóban iparművészeinkről, Népszabadság, 1973
- Schmuck aus Ungarn, Kunsthandwerk 1976
- Koczogh Ákos: Mai magyar iparművészet, Fémművesség, Képzőművészeti Alap Kiadóvállalata, 1977
- Koczogh Ákos: Szép tárgyak dicsérete, Gondolat Kiadó, 1978